# Cacatuidae
Cacatuidae este o familie de păsări psittaciforme și singura din superfamilia Cacatuoidea. Împreună cu superfamiliile papagalilor tipici (Psittacoidea) și a papagalilor din Noua Zeelandă (Strigopoidea), acestea formează ordinul Psittaciformes. Familia are o distribuție în principal australasiană, din Filipine și insulele indoneziene estice din Wallacea până în Noua Guinee, Insulele Solomon și Australia. Caracteristica lor tipică este creasta capului.

## Taxonomie
Grupul cacatua a fost inițial definit ca o subfamilie, Cacatuinae, în cadrul familiei papagalilor, Psittacidae, de către naturalistul englez George Robert Gray în 1840, Cacatua fiind genul tip. Acest grup a fost considerat alternativ fie ca o familie completă, fie ca o subfamilie de către diferite autorități. Studiile moleculare ulterioare au indicat faptul că cea mai timpurie linie din strămoșii originali ai papagalilor au fost papagalii din Noua Zeelandă din familia Strigopidae și, în urma acesteia, grupul cacatua, s-a despărțit de papagalii rămași, care apoi s-au împrăștiat în toată emisfera sudică și s-au diversificat în numeroasele specii de papagali, peruși, ara, papagali amorezi și alți papagali tipici ai superfamiliei Psittacoidea.
Relațiile dintre diferitele genuri de cacadu sunt în mare parte rezolvate, deși plasarea lui Nymphicus hollandicus la baza papagalilor cacadu rămâne incertă.

### Genuri și specii

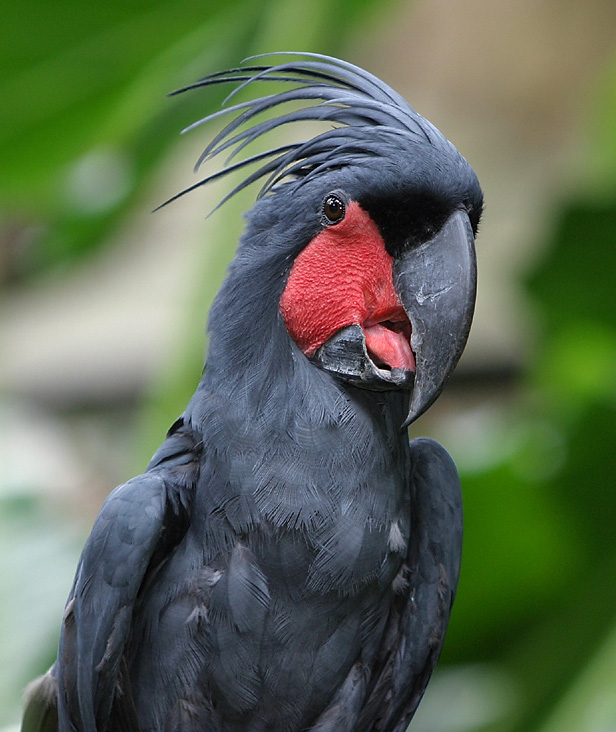
Probosciger aterrimus

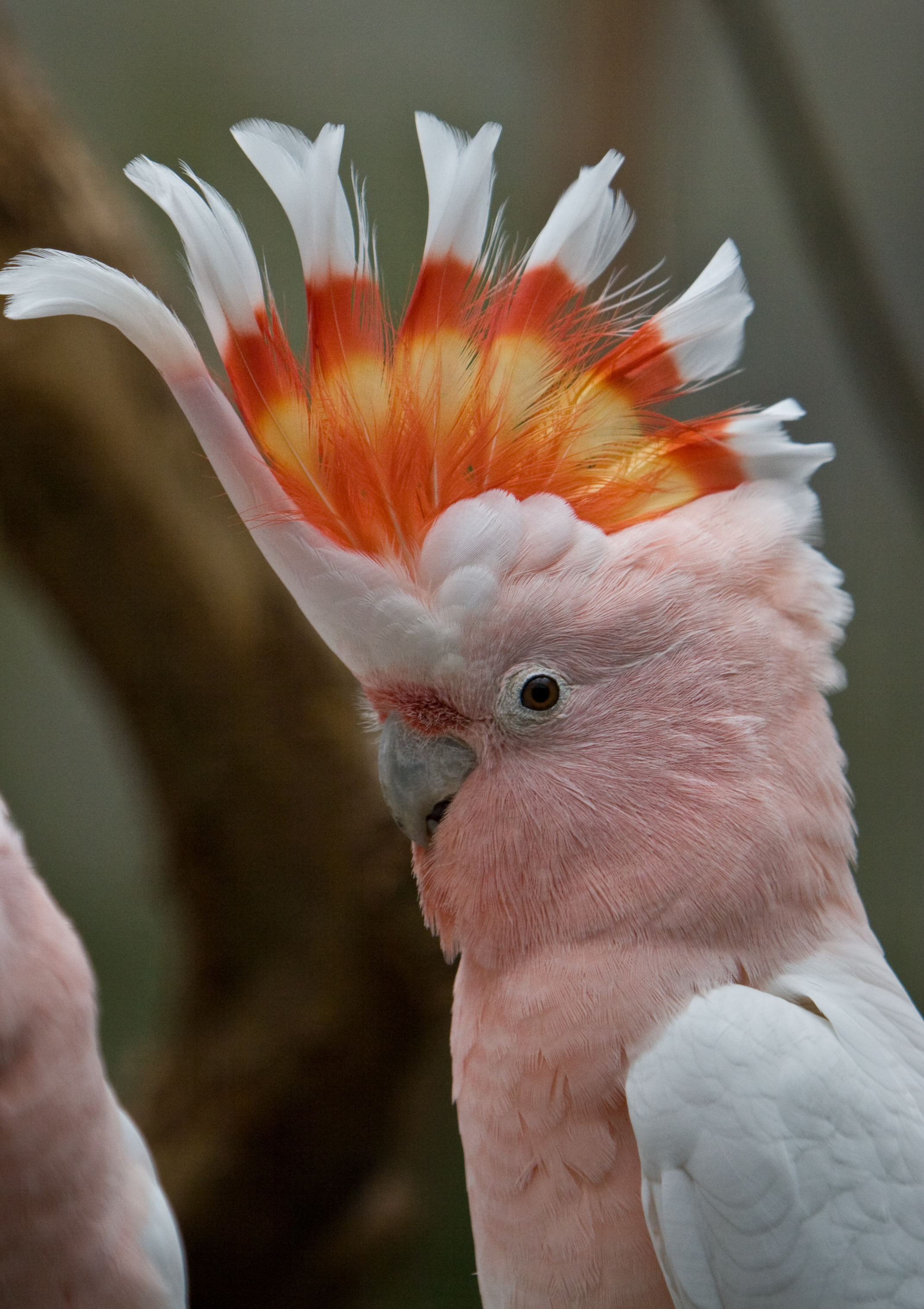
Lophochroa leadbeateri

Există aproximativ 44 de păsări diferite în familia Cacatuidae, inclusiv subspecii recunoscute. Subdiviziunea actuală a acestei familii este următoarea:
Subfamilia Nymphicinae
- Genul Nymphicus
  - Nymphicus hollandicus (Kerr, 1792)

Subfamilia Calyptorhynchinae: cacadu negri
- Genul Calyptorhynchus – cacadu negru-și roșu
  - Calyptorhynchus banksii (Latham, 1790)
  - Calyptorhynchus lathami (Temminck, 1807)
- Genul Zanda – cacadu negru-și-galben/alb
  - Zanda funerea (Shaw, 1794)
  - Zanda latirostris (Carnaby, 1948)
  - Zanda baudinii (Lear, 1832)

Subfamilia Cacatuinae
- Tribul Microglossini
  - Genul Probosciger
    - Probosciger aterrimus (Gmelin, 1788)
- Tribul Cacatuini
  - Genul Callocephalon
    - Callocephalon fimbriatum (Grant, 1803)

  - Genul Eolophus
    - Eolophus roseicapilla (Vieillot, 1817)

  - Genul Cacatua (13 specii)
    - Subgenul Cacatua – cacadu tipici albi
      - Cacatua sulphurea (Gmelin, 1788)
      - Cacatua citrinocristata (Fraser, 1844)
      - Cacatua galerita (Latham, 1790)
      - Cacatua ophthalmica (Sclater, 1864)
      - Cacatua alba (Müller, 1776)
      - Cacatua moluccensis (Gmelin, 1788)

    - Subgenul Licmetis
      - Cacatua tenuirostris (Kuhl, 1820)
      - Cacatua pastinator (Gould, 1841)
      - Cacatua sanguinea (Gould, 1843)
      - Cacatua goffiniana (Roselaar&Michels, 2004)[16]
      - Cacatua ducorpsii (Pucheran, 1853)
      - Cacatua haematuropygia (Müller, 1776)

    - Subgenul Lophochroa – cacadu roz 
      - Cacatua leadbeateri (Vigors, 1831)